# 泉陵县
泉陵县，中国古县名。
西汉置，治所在今湖南省永州市北，属长沙国。元朔五年（前124年）封长沙定王子贤为泉陵侯，改属桂阳郡。元鼎六年（前111年）于县置零陵郡。隋朝开皇九年（589年）改为零陵县，移治今湖南省永州市。